# Episodi di Un cane di nome Wolf (nona stagione)
La nona stagione della serie televisiva Un cane di nome Wolf è stata trasmessa in anteprima nel Regno Unito dalla ITV tra l'8 gennaio 1997 e il 19 febbraio 1997.
| nº | Titolo originale        | Titolo italiano | Prima TV UK      | Prima TV Italia |
| -- | ----------------------- | --------------- | ---------------- | --------------- |
| 1  | New Boy                 |                 | 8 gennaio 1997   |                 |
| 2  | Testing Times           |                 | 15 gennaio 1997  |                 |
| 3  | When My Sheep Comes In  |                 | 22 gennaio 1997  |                 |
| 4  | Trials and Tribulations |                 | 29 gennaio 1997  |                 |
| 5  | Tantrums and Tearooms   |                 | 5 febbraio 1997  |                 |
| 6  | My Mother the Hero      |                 | 12 febbraio 1997 |                 |
| 7  | Mrs. Howard's End       |                 | 19 febbraio 1997 |                 |